# Arshile Gorky

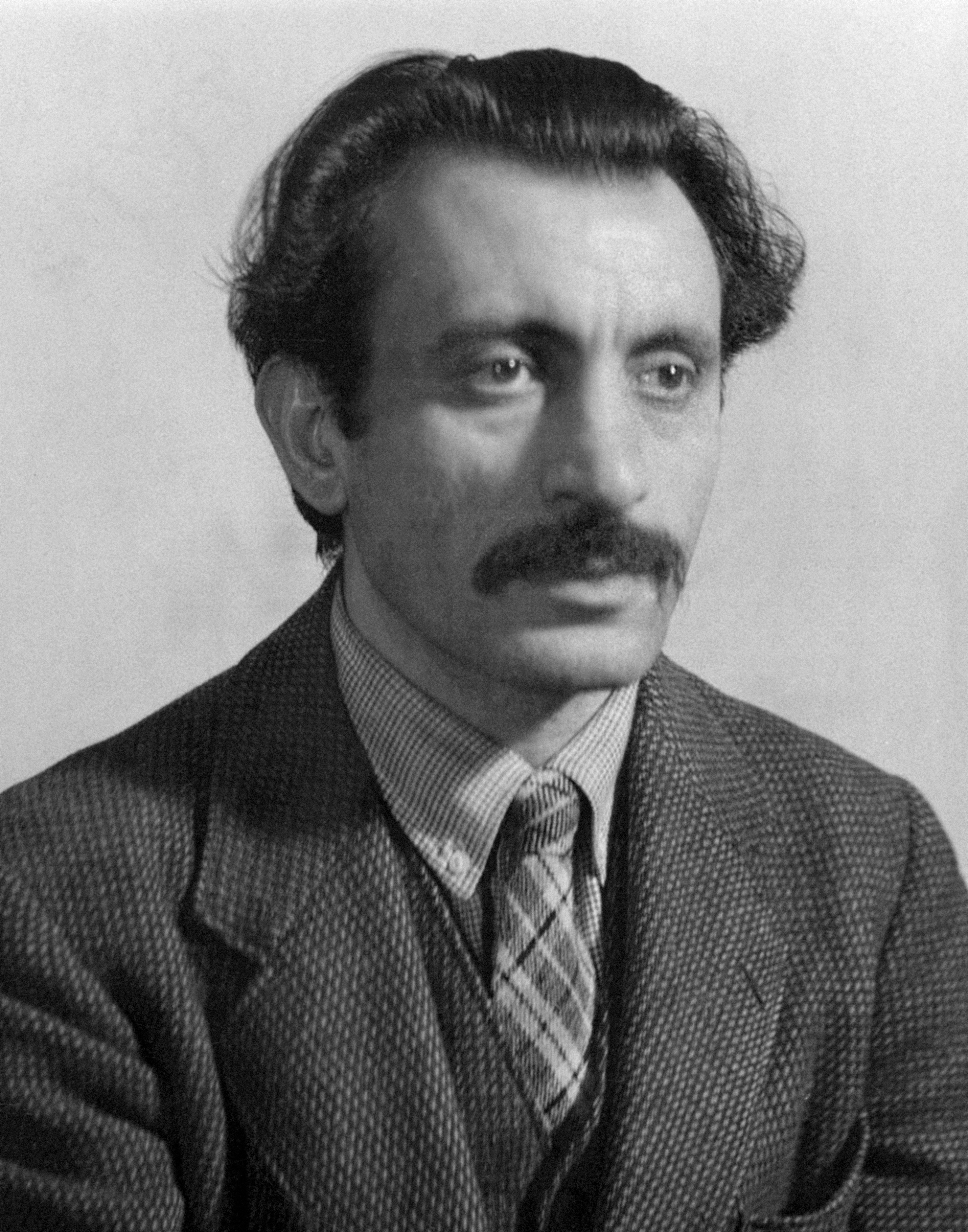
Arshile Gorky, 1936

Arshile Gorky, geboren als Vosdanik Adojan (Արշիլ Գորկի, Վոստանիկ Մանուկի Ադոյան) (Chorkom (tegenwoordig Dilkaya, in de toenmalige Ottomaans-Armeense vilayet Van), 15 april 1904(?) - Sherman (Connecticut), 21 juli 1948) was een Armeens-Amerikaans kunstenaar (schilder/tekenaar) die betrokken was bij het ontstaan, in de jaren veertig van de 20e eeuw, van het abstract expressionisme.
Na door de Turkse invasie tijdens de Kaukasusveldtocht vluchteling te zijn geworden, verliet Gorky in 1915 zijn vaderland, om in 1920 in Amerika te arriveren. In 1925 verhuisde hij naar New York waar hij zijn naam veranderde in Arshile Gorky (Arshile is Russisch voor Achilles, Gorky betekent "de bittere"). Daarnaast 'wisselde' hij regelmatig van geboortedatum, zodat de exacte datum niet met zekerheid is vast te stellen.

## Leven en werk
De kunsthistoricus Charles Harrison stelt in Concepts of modern art de vraag of Arshile Gorky nu gezien moet worden als de laatste surrealist, of als een pionier van het nieuwe Amerikaanse schilderen, om zelf te antwoorden dat die vraag "is best left unresolved". In het kader van de Amerikaanse kunst wordt Gorky, net als Hans Hofmann, gezien als een belangrijke schakel tussen de modernistische Europese stromingen en het abstract expressionisme, aan wiens werk men de relatie tussen de twee kan aflezen. Gorky's invloed geldt specifiek de Action Painting en de lyrische abstractie (een vorm van Informele schilderkunst). Uitspraken van Gorky over zijn schilderwijze geven dat ook aan: "When something is finished, that means it's dead, doesn't it? (...) The thing to do is always to keep starting to paint, never finishing painting".
Hij gaf les op verschillende scholen, en werkte vanaf 1933 voor de PWA (Public Works of Art Project), en van 1935 tot 1939 voor de opvolger het Federal Art Project. In die periode vormde Gorky een vriendengroep met de schilder Stuart Davis, schrijver/kunstenaar John D. Graham, beeldhouwer David Smith, en Willem de Kooning. Met de laatste deelde hij ook een atelier. Ze hadden als gemeenschappelijke interesse het synthetisch kubisme, en met name Picasso.
Gorky bestudeerde in die tijd Paul Cézanne en daarna Picasso. Dat deed hij in een 'meester/leerling'-verhouding, die erop neerkwam, dat elke kwaststreek van een van zijn grote voorbeelden nauwgezet en intens werd nagedaan, elke overweging van de meester onderzoekend, pogend zich de stijl en het onderliggende gedachtegoed eigen te maken, zoals een jonge schaakstudent de partijen van zijn geliefde grootmeesters naspeelt. Later zou Joan Miró, die in 1941 een grote overzichtstentoonstelling had in het Museum of Modern Art in New York, Picasso volgen. In die jaren van de Tweede Wereldoorlog sloot hij vriendschap met de naar Amerika uitgeweken surrealisten André Breton, Yves Tanguy, en de Chileense schilder Roberto Matta, wiens doel het was de spontaniteit van het vroege surrealisme nieuw leven in te blazen. Pas in 1947, het jaar voor zijn dood, zou Gorky zich volledig bevrijden uit de greep van zijn 'meesters', en bereikte hij, gesteund door Matta, zijn eigen stijl.
In zijn late werk bereikte Gorky een 'verzoening' tussen het kubisme en het surrealisme. Een schilderij als Water of the Flowery Mill refereert aan een mystieke beleving van de natuur. Gorky tekende in die jaren intensief naar de natuur, maar hij zei: "I do not paint in front of nature, but from within nature". In zijn werk lijken embryonale vormen te zweven in een ondefinieerbare ruimte, die doen denken aan de vormen van Miró's biomorfische schilderkunst. Gorky's werken zijn schilderachtig, en maken gebruik van een heftiger coloriet à la De Kooning.